# Genealogies de Roda
Les Genealogies de Roda són un text historiogràfic en llatí redactat a Nájera vers el 980-990 per iniciativa de la cort del Regne de Pamplona i que recullen les genealogies dels Reis de Pamplona. Les Genealogies de Roda foren traslladades des del Monestir de Santa Maria la Real d'Irache a Roda d'Isàvena, per l'abat Pere, que fou Bisbe de Roda durant aquest període. Les Genealogies de Roda han arribat fins als nostres dies en aparèixer compilades al Còdex de Roda, un manuscrit medieval on es recopilen diversos llibres i tractats, i que, en centrar-se en les «notícies sobre els antecedents, enllaços familiars i progènie dels primers reis de Pamplona», adquireix rellevància pròpia en la historiografia recent des del seu estudi detallat el 1945, iniciat per l'historiador José María Lacarra y de Miguel, que «marcà una fita decisiva en les recerques –i també els debats– sobre els foscos orígens i primera marxa del Regne de Pamplona». La publicació d'«aquests materials fonamentals, més la difusió poc posterior de fragments, fins llavors desconeguts, del Muqtabis d'Ibn Hayyan van suscitar una animada revisió dels suposats "orígens" del Regne de Pamplona.» Les Genealogies són de la Dinastia Ximena, reis de Pamplona, comtes i reis d'Aragó, i dels comtats de Sobrarb, Pallars i Ribagorça, de Gascunya i de Tolosa. Les Genealogies van acompanyades d'una cronologia dels reis de França.
Descripció
Per a l'historiador José María Lacarra «les Genealogies de Roda són un gènere historiogràfic que s'introdueix en el Regne de Pamplona a finals del segle X, la cort del qual en aquestes dates estava instal·lada a la vila de Nájera.» S'ha estimat, per això, que la seua elaboració es feu cap al final del primer mil·lenni.